# Orazio Bobbio
Orazio Bobbio (Trieste, 30 agosto 1946 – Trieste, 15 settembre 2006) è stato un attore e regista italiano.

## Biografia
Nel 1963 entrò a far parte della Compagnia del Teatro Stabile del Friuli-Venezia Giulia dove partecipò all'allestimento di innumerevoli spettacoli fino al 1976.
Negli anni '73 e '74 collaborò con la Rai di Trieste e Torino per la realizzazione di programmi televisivi e radiofonici.
Nel 1969 andò in scena con I nobili ragusei  di Marino Darsa nel Politeama Rossetti appena restaurato, e questo segnò un punto fondamentale nella carriera artistica di Bobbio, trampolino dal quale partì l'allestimento delle fortunate commedie in dialetto triestino scritte da Carpinteri & Faraguna.
Nel 1976 assieme ad Ariella Reggio, Lidia Braico e Francesco Macedonio, fondò il Teatro Popolare La Contrada del quale fu presidente oltre che uno dei principali attori.
Nel 2002 debuttò come regista in Orient Express e fu protagonista, assieme a Johnny Dorelli, della commedia I ragazzi irresistibili di Neil Simon per la regia di Francesco Macedonio.
Oltre all'intensa attività teatrale, Bobbio ha collaborato per moltissimi anni con il Teatro Verdi (Trieste) per la realizzazione dei Festival dell'Operetta ed ha partecipato a numerose fiction televisive.
Orazio Bobbio è deceduto a Trieste il 15 settembre 2006; il suo ultimo lavoro sul palcoscenico è stato Zente refada di Giacinto Gallina mentre il suo ultimo lavoro come regista è stato Xe bon l'oio de Dragosetti, raccolta di letture sceniche ispirate alle Maldobrìe.
Nel 2006 viene conferita alla memoria dell'artista il Premio Triestinità mentre il 7 settembre 2007 Il Teatro Cristallo di Trieste, viene intitolato in memoria del celebre attore.